# Cordilheira Cantábrica

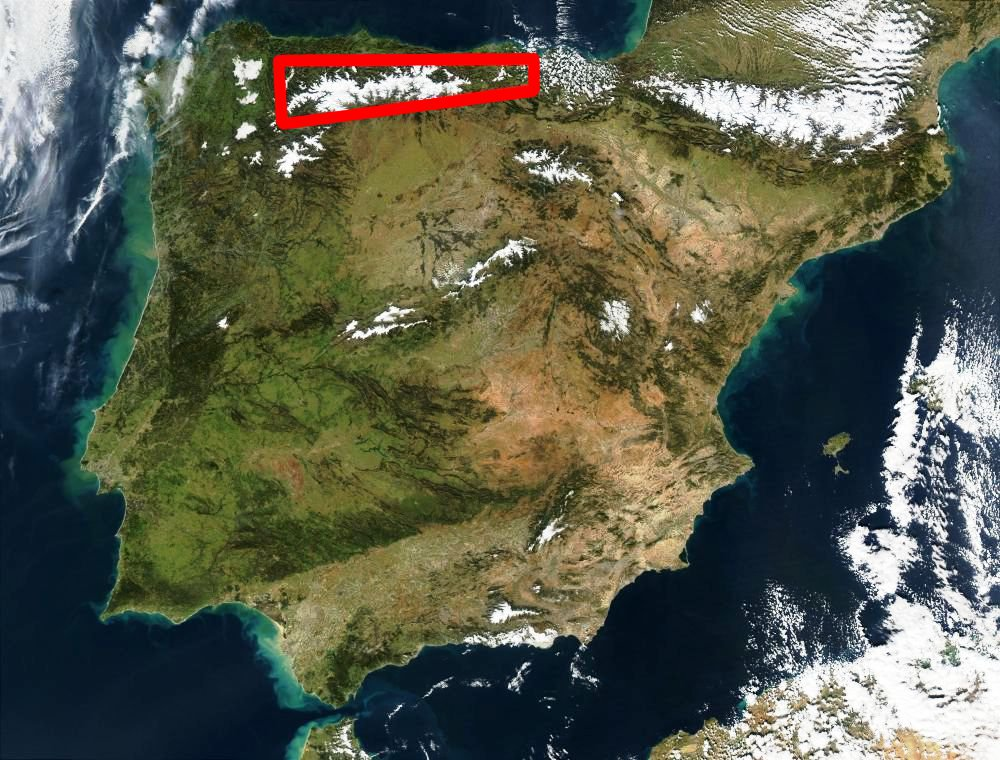
O interior da marca vermelha compreende a Cordilheira Cantábrica, no norte da Espanha, através de imagem obtida por satélite.

A Cordilheira Cantábrica ou Montes Cantábricos é um complexo de montanhas ao norte da Espanha, que discorre paralelo ao Mar Cantábrico. Tem um comprimento de 480 km desde a depressão basca até o Maciço Galaico, passando pelos Picos da Europa. 
A cordilheira se situa nas comunidades autônomas do País Basco, Cantábria, Principado de Astúrias e Castela e Leão e representa o limite pelo sul da chamada "Espanha verde". Enquanto que em sua vertente sul e desde a Meseta central apenas existe desnível, na vertente norte o desnível é bastante acusado pela proximidade ao mar, o faz que os rios, de caráter torrencial, salvem a pendente encalhados em vales em forma de V, de ladeiras pronunciadas. Seus cumes ultrapassam os 2000 metros nos vãos mais pronunciados de Astúrias, Leão, Palência e na zona oriental, de Cantábria. 
Os ventos dominantes, de origem oceânica, chocam com a cordilheira, ascendendo e condensando tendo como resultado a refrigeração. Devido ao vento Föhn são produzidas abundantes precipitações na vertente norte cantábrica (de até 2000 mm anuais) e para quando os ventos descem até a vertente meridional estão já secos, dando origem a um clima mais árido.
Por constituir uma barreira natural,  teve fundamental importância histórica durante a Idade Média, servindo de refúgio para os cristãos; que ao longo de séculos puderam se organizar no movimento de Reconquista contra os Mouros.

## Montanhas da Cordilheira Cantábrica ordenadas por altitude
| Nome                              | Sistema               | Altitude (m) | Proeminência (m) | Província              |
| --------------------------------- | --------------------- | ------------ | ---------------- | ---------------------- |
| Torre de Cerredo                  | Picos de Europa       | 2650         | 1933             | León e Astúrias        |
| Torre del Llambrión               | Picos de Europa       | 2642         | 302              | León                   |
| Torre del Tiro Tirso              | Picos de Europa       | 2640         |                  | León                   |
| Torre sem Nome                    | Picos de Europa       | 2638         |                  | Astúrias               |
| Torre Blanca                      | Picos de Europa       | 2619         | 30               | Cantábria e León       |
| Peña Vieja                        | Picos de Europa       | 2617         | 277              | Cantábria              |
| Torre de la Palanca               | Picos de Europa       | 2614         |                  | León                   |
| Torre Santa                       | Picos de Europa       | 2598         | 1135             | León                   |
| Peña Prieta                       | Fuentes Carrionas     | 2538         | 929              | Cantábria              |
| Curavacas                         | Fuentes Carrionas     | 2520         |                  | Palencia               |
| Naranjo de Bulnes o Pico Urriellu | Picos de Europa       | 2519         | 205              | Astúrias               |
| Espigüete                         | Fuentes Carrionas     | 2450         |                  | Palencia               |
| Peña Ubiña                        | Macizo de Ubiña       | 2417         |                  | León e Astúrias        |
| Peña Ubiña Pequeña                | Macizo de Ubiña       | 2197         |                  | León                   |
| Peña Orniz                        | Babia-Somiedo         | 2194         |                  | León e Astúrias        |
| Cornón                            | Laciana               | 2194         |                  | León e Astúrias        |
| Montigüero                        | Babia                 | 2188         |                  | León                   |
| Pico Tres Mares                   | Circo de Alto Campoo  | 2175         |                  | Cantábria e Palencia   |
| Catoute                           | Sierra de Gistreo     | 2117         |                  | León                   |
| Tambarón                          | Sierra de Gistreo     | 2102         |                  | León                   |
| Nevadín                           | Sierra de Gistreo     | 2082         |                  | León                   |
| Mustallar                         | Sierra de Los Ancares | 1978         |                  | Lugo                   |
| Castro Valnera                    | Sierra de Valnera     | 1718         | 866              | Burgos e Cantábria     |
| Aitxuri                           | Montes Vascos         | 1551         | 943              | Guipúzcoa              |
| Aizkorri                          | Montes Vascos         | 1544         |                  | Província de Guipúzcoa |
| Gorbea                            | Montes Vascos         | 1482         |                  | Álava e Vizcaya        |
| Pico Humión                       | Montes Obarenes       | 1435         | 715              | Burgos                 |